# Mogrus neglectus
Mogrus neglectus är en spindelart som först beskrevs av Simon 1868.  Mogrus neglectus ingår i släktet Mogrus och familjen hoppspindlar. Inga underarter finns listade i Catalogue of Life.